# لیتل هدهم
لیتل هدهم (به انگلیسی: Little Hadham) یک روستا و محله مدنی در بریتانیا است که در East Hertfordshire واقع شده‌است. لیتل هدهم ۱٬۰۸۱ نفر جمعیت دارد.